# Saison 3 d'American Crime Story
 (septembre 2019).
Si vous disposez d'ouvrages ou d'articles de référence ou si vous connaissez des sites web de qualité traitant du thème abordé ici, merci de compléter l'article en donnant les références utiles à sa vérifiabilité et en les liant à la section « Notes et références ».
Chronologie
Saison 2 Saison 4
American Crime Story: Impeachment est la troisième saison de la série d'anthologie américaine American Crime Story qui se concentre sur l'affaire Monica Lewinsky et l'ancien président des États Unis Bill Clinton, annoncée par la chaine américaine FX le 7 août 2019.
Le tournage de cette troisième saison, qui devait originellement débuter en mars 2020, a finalement  été décalé à l'automne 2020 du fait de la pandémie de Covid-19. Le tournage est à nouveau interrompu lorsque des membres de l'équipe reçoivent un résultat positif au test de dépistage de la Covid-19, en décembre 2020.
La diffusion de la troisième saison a débuté dès septembre 2021 sur la chaîne FX. En France, elle est disponible depuis le 14 septembre 2022 sur Disney+.
Monica Lewinsky est l'une des productrices de cette troisième saison.

## Synopsis
La troisième saison retrace l'affaire Clinton-Lewinsky, un scandale sexuel impliquant l'ancien président des États-Unis Bill Clinton, et une stagiaire à la Maison Blanche Monica Lewinsky.

## Distribution

### Acteurs principaux
- Sarah Paulson (VF : Véronique Augereau) : Linda Tripp
- Beanie Feldstein (VF : Olivia Luccioni) : Monica Lewinsky
- Annaleigh Ashford (VF : Leslie Lipkins) : Paula Jones
- Margo Martindale (VF : Isabelle Leprince) : Lucianne Goldberg
- Edie Falco : Hillary Clinton
- Clive Owen : Bill Clinton

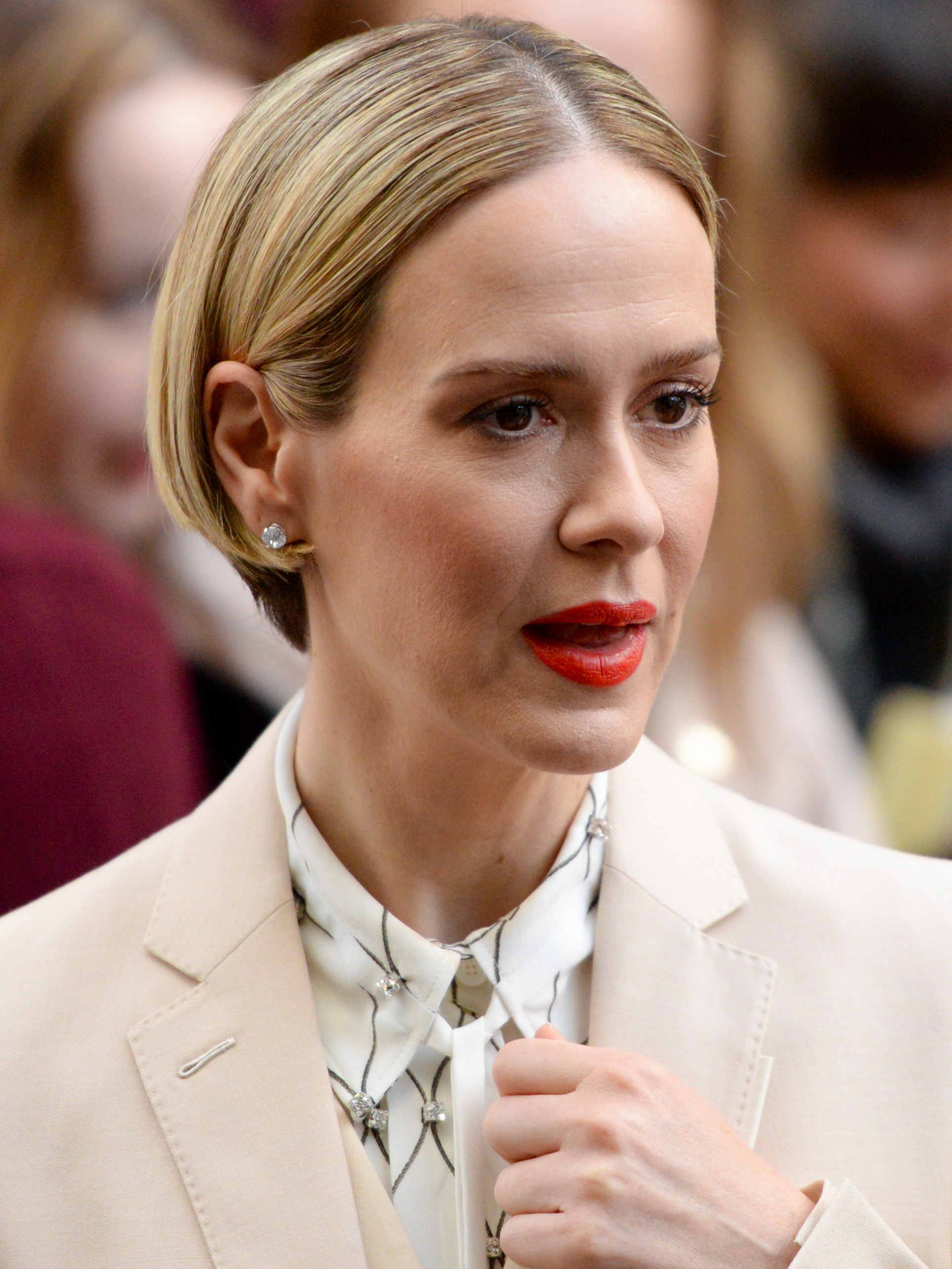
Sarah Paulson dans le rôle de Linda Tripp
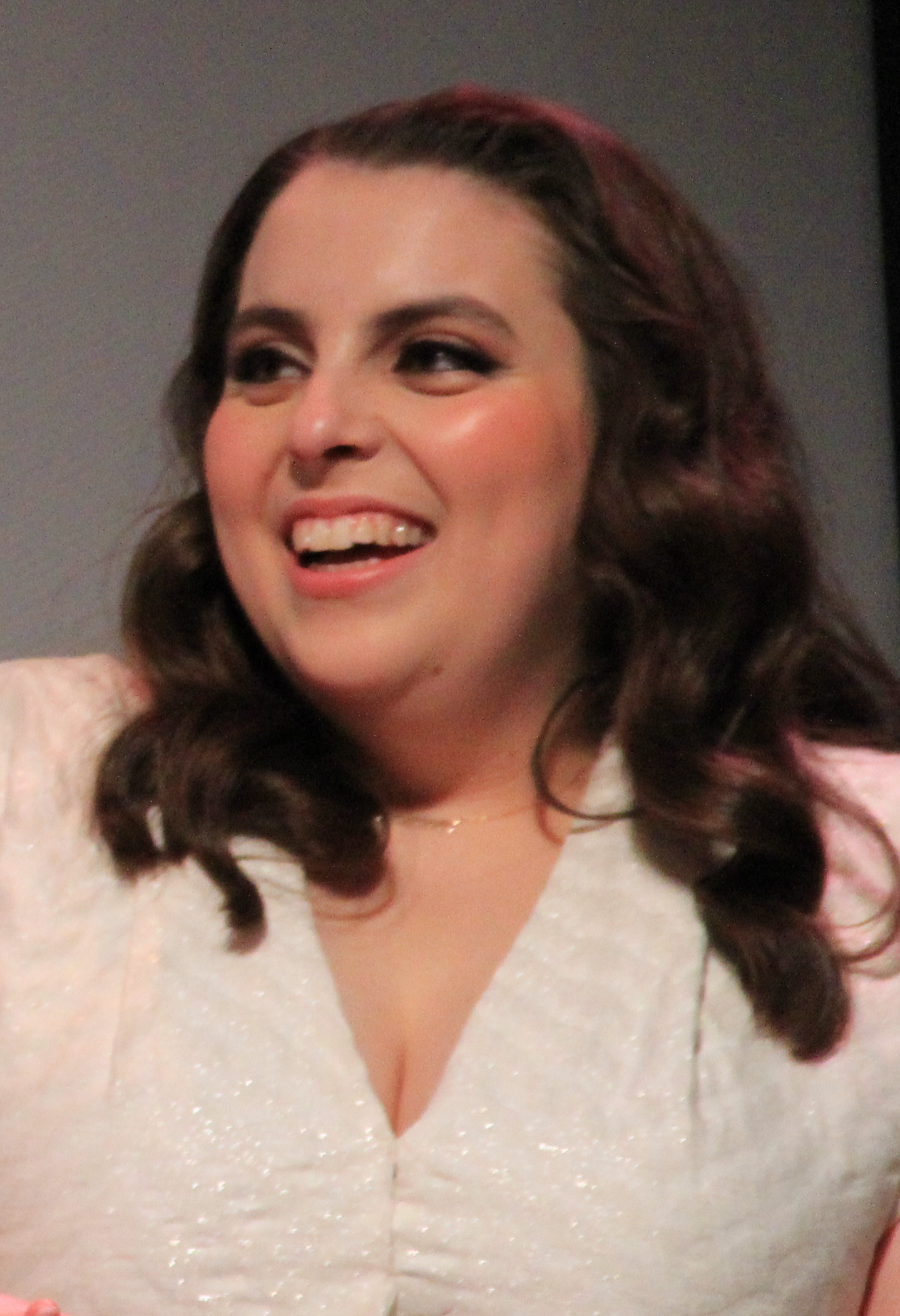
Beanie Feldstein dans le rôle de Monica Lewinsky
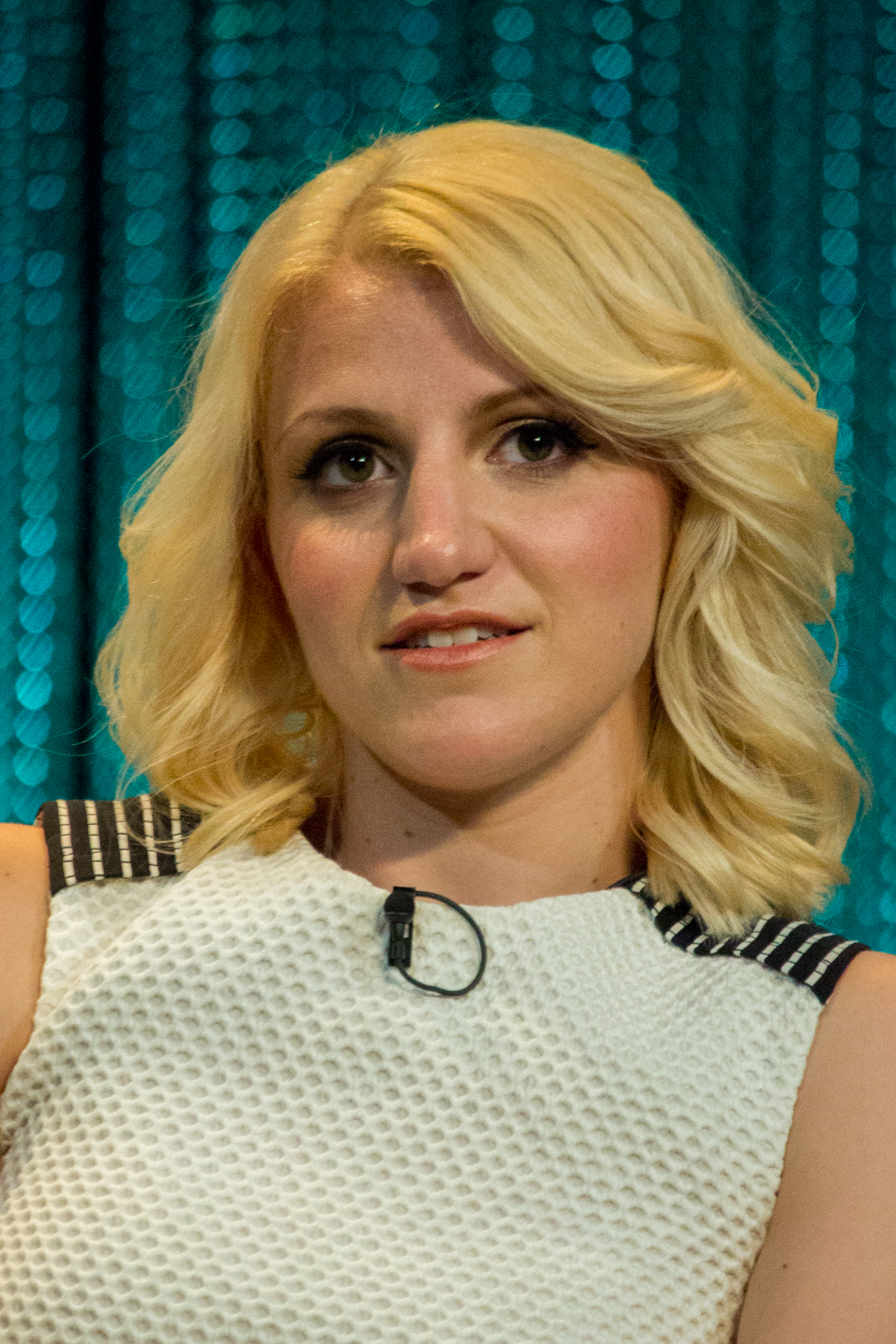
Annaleigh Ashford dans le rôle de Paula Jones
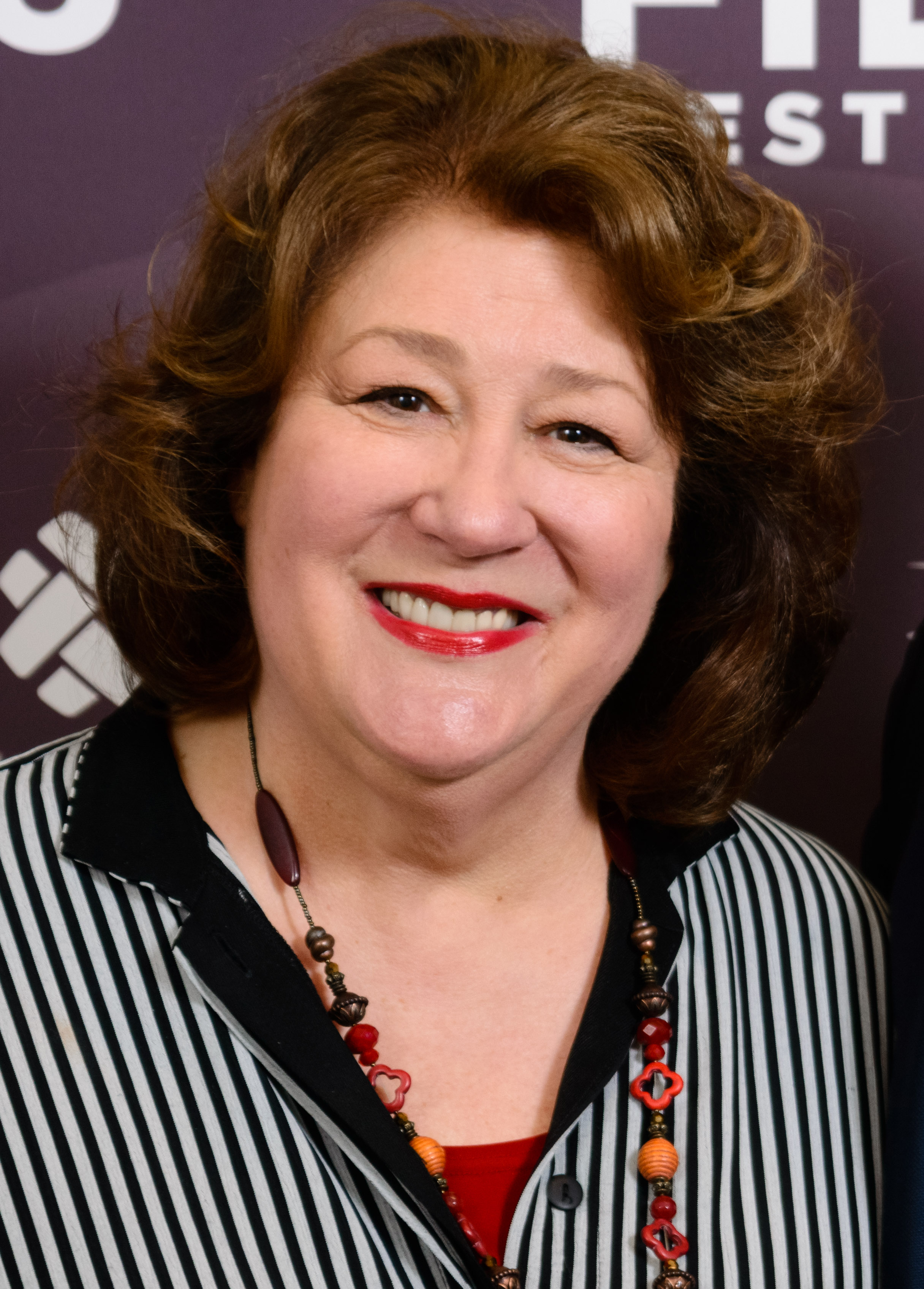
Margo Martindale dans le rôle de Lucianne Goldberg
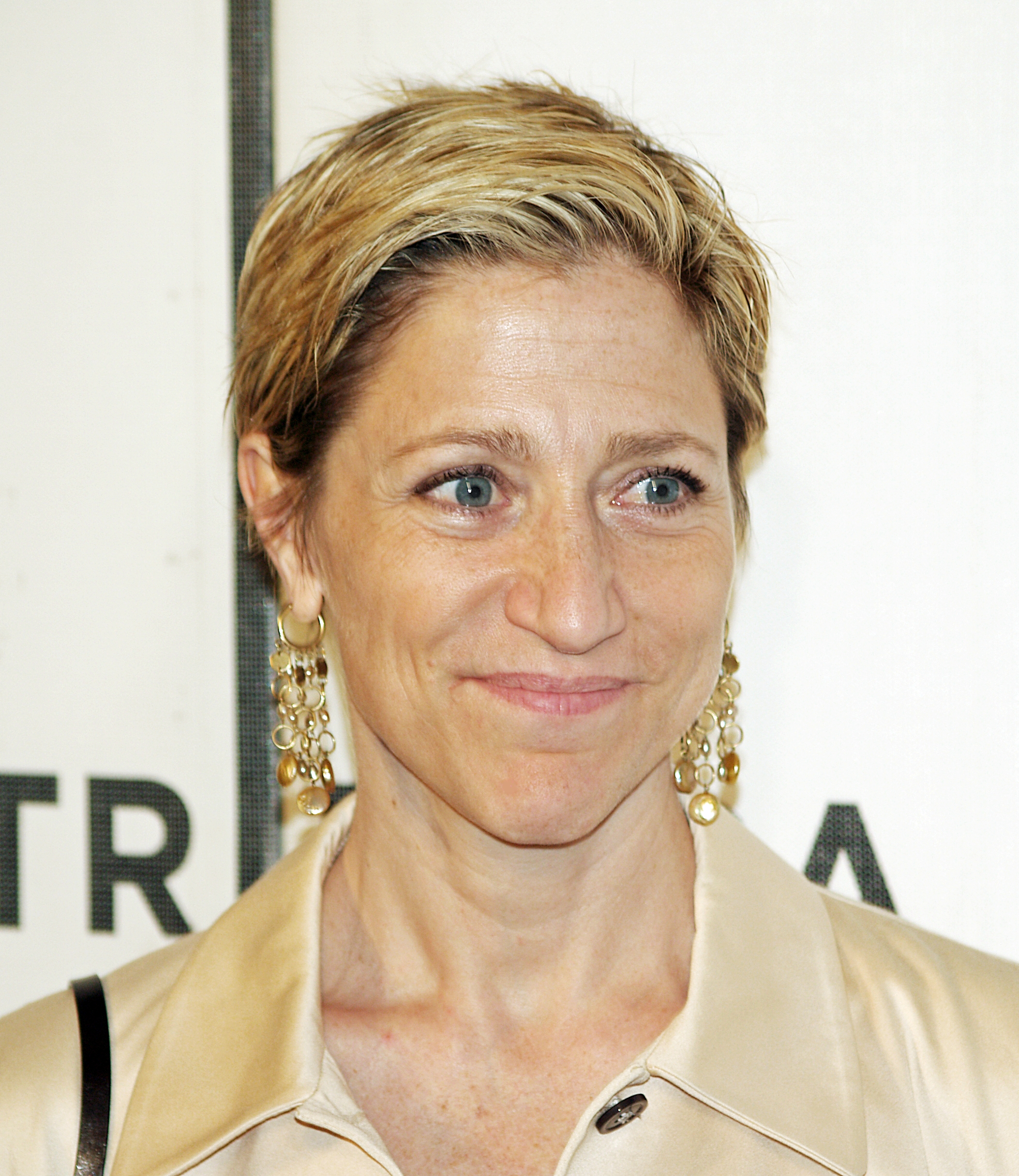
Edie Falco dans le rôle d'Hillary Clinton
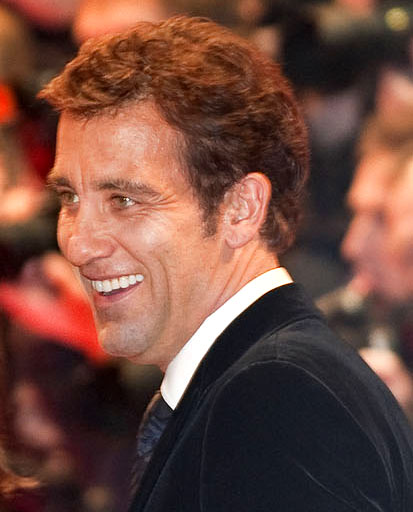
Clive Owen dans le rôle de Bill Clinton

### Acteurs récurrents
- Colin Hanks : Mike Emmick
- Cobie Smulders : Ann Coulter
- Taran Killam (en) : Steve Jones
- Mira Sorvino : Marcia Lewis
- Rae Dawn Chong : Betty Currie
- Danny Jacobs : Michael Isikoff
- George Salazar : George Conway
- Judith Light : Susan Carpenter-McMillan
- Billy Eichner : Matt Drudge
- Christopher McDonald : Robert S. Bennett
- Jim Rash : Kenneth Bacon
- Blair Underwood : Vernon Jordan
- Teddy Sears : James A. Fisher
- Darren Goldstein : Jackie Bennett
- Dan Bakkedahl : Kenneth Starr
- Morgan Peter Brown : Paul Rosenzweig
- Ashlie Atkinson (en) : Juanita Broaddrick
- Lindsey Broad (en) : Karin Immergut
- Alan Starzinski : Brett Kavanaugh
- Fred Melamed : William H. Ginsberg
- Rob Brownstein : Bernard Lewinsky
- Scott Michael Morgan : Mike McCurry
- Patrick Fischler : Sidney Blumenthal
- Joseph Mazzello : Paul Begala

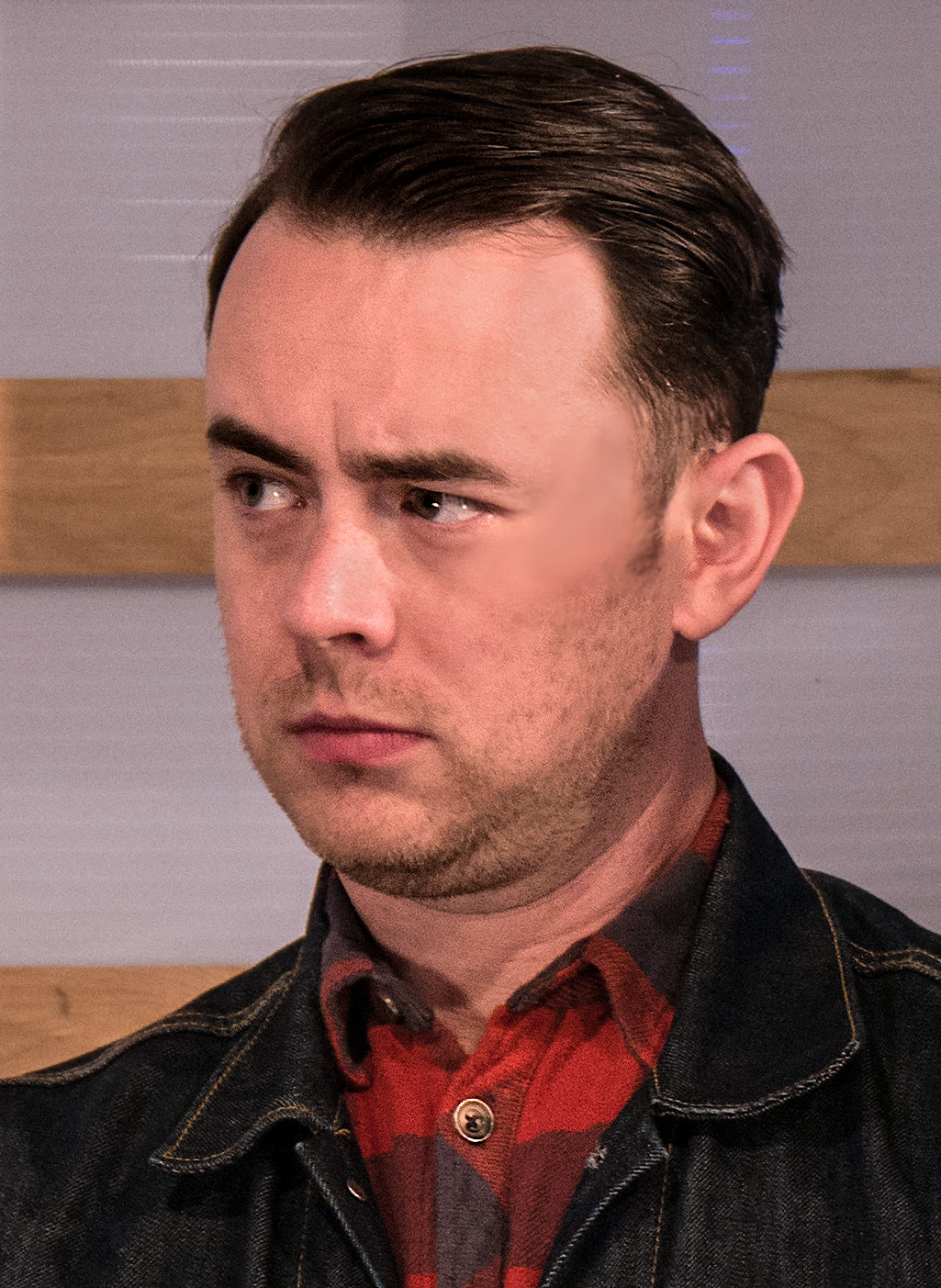
Colin Hanks dans le rôle de Mike Emmick
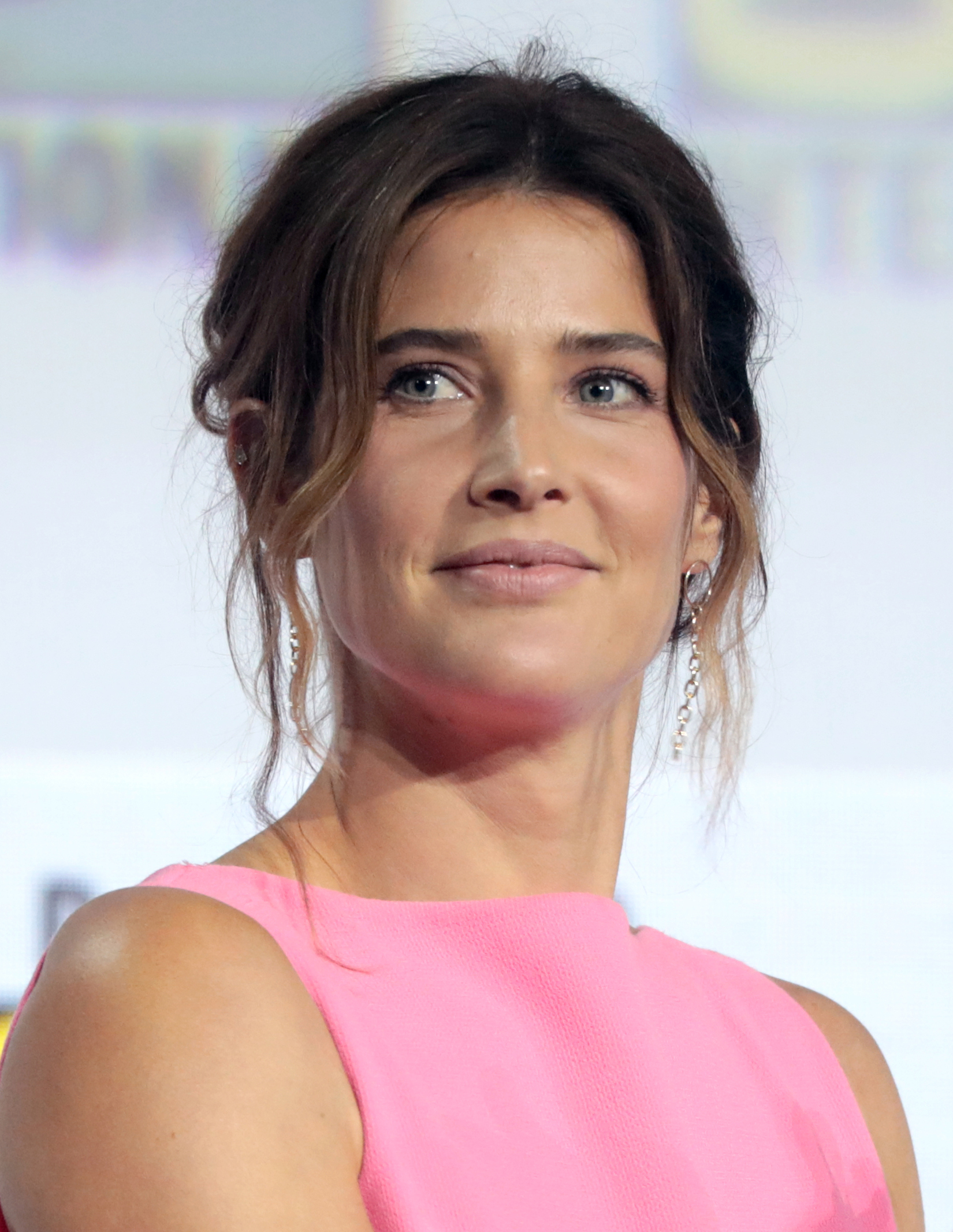
Cobie Smulders dans le rôle d'Ann Coulter
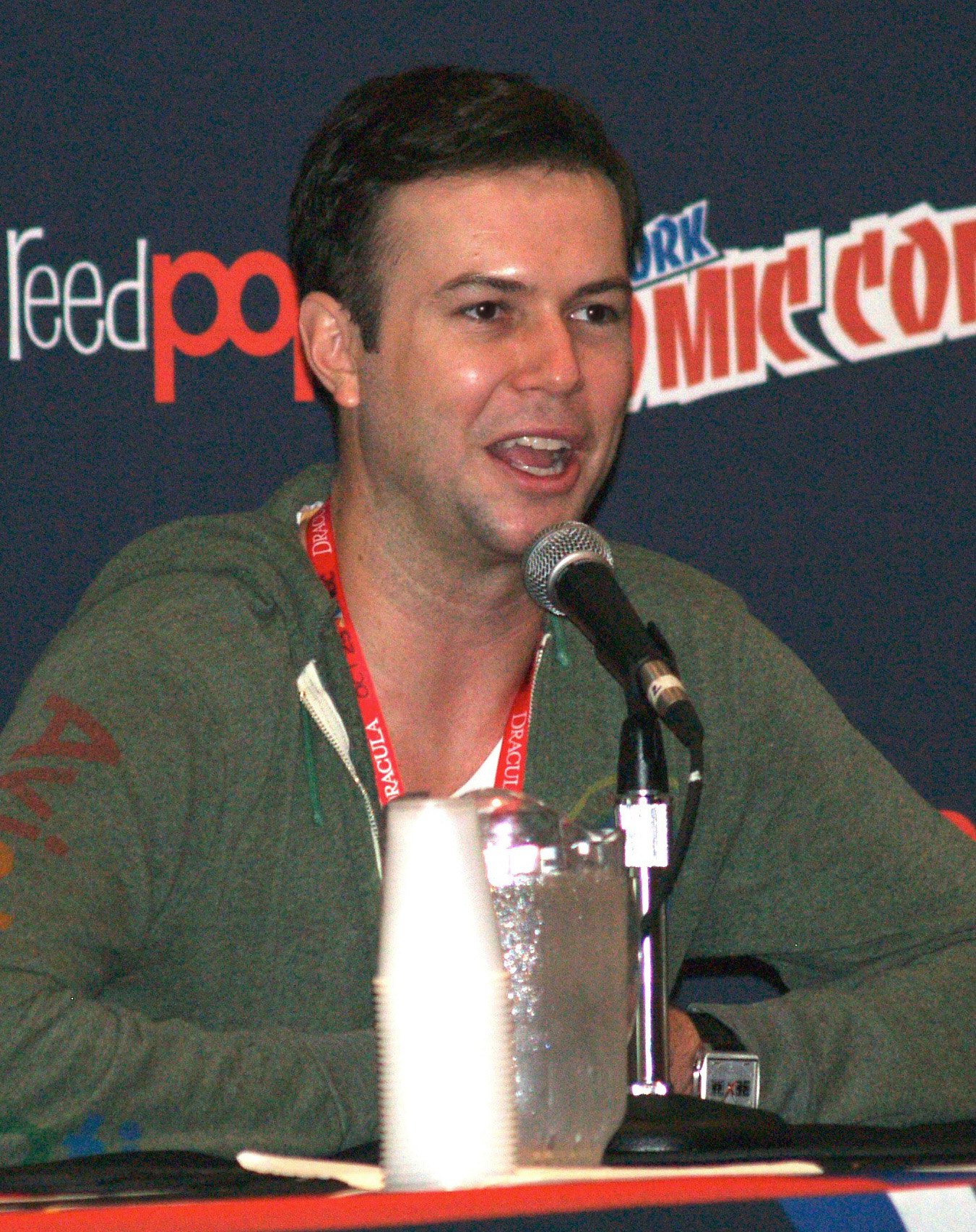
Taran Killam dans le rôle de Steve Jones
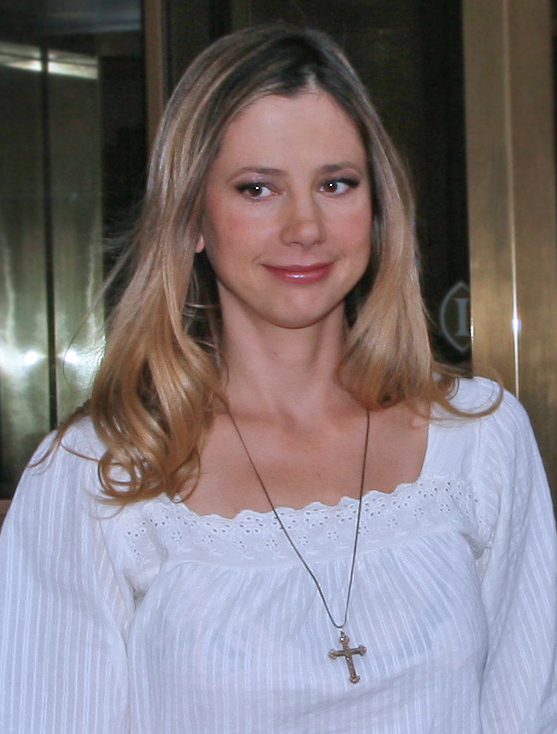
Mira Sorvino dans le rôle de Marcia Lewis
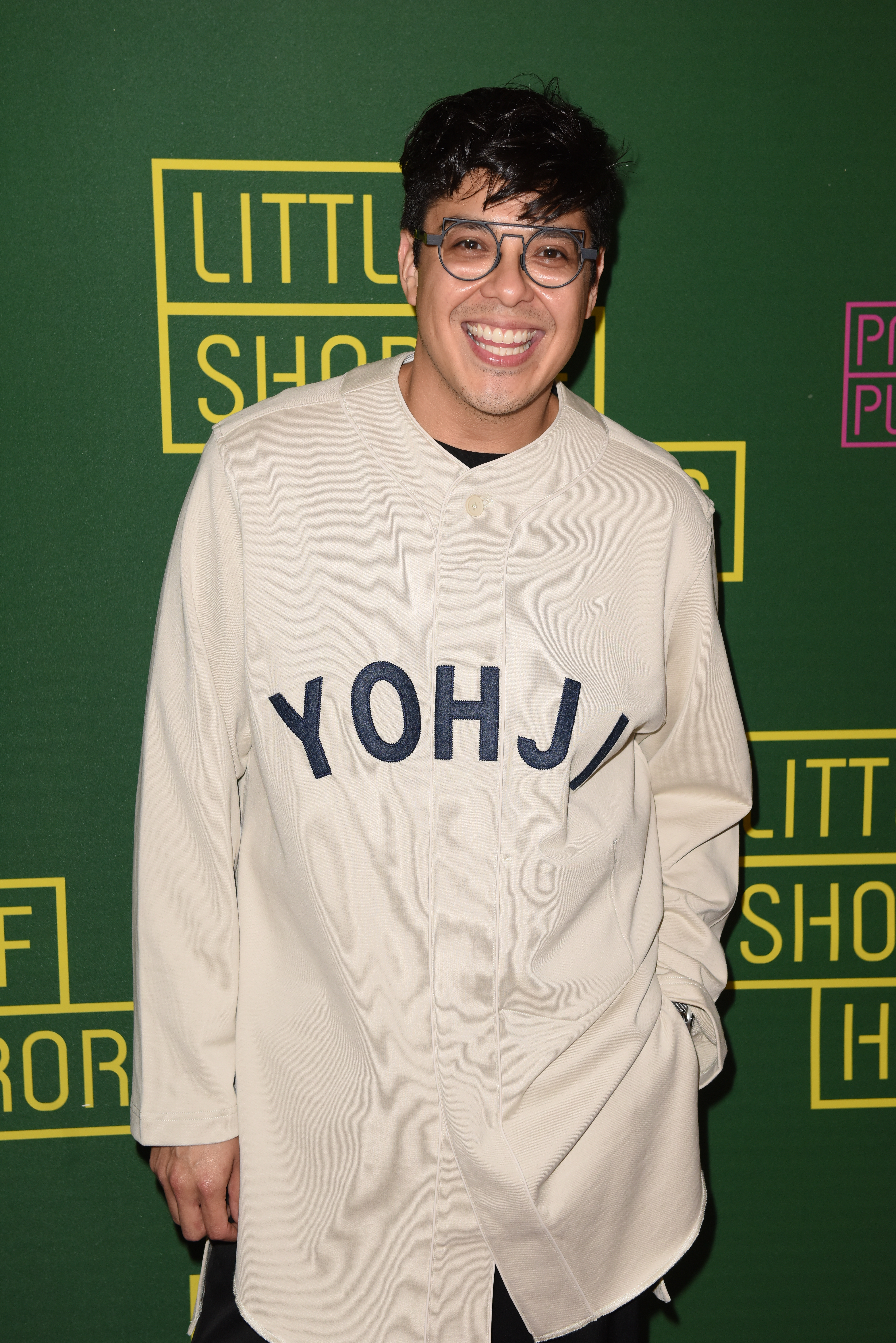
George Salazar dans le rôle de George Conway
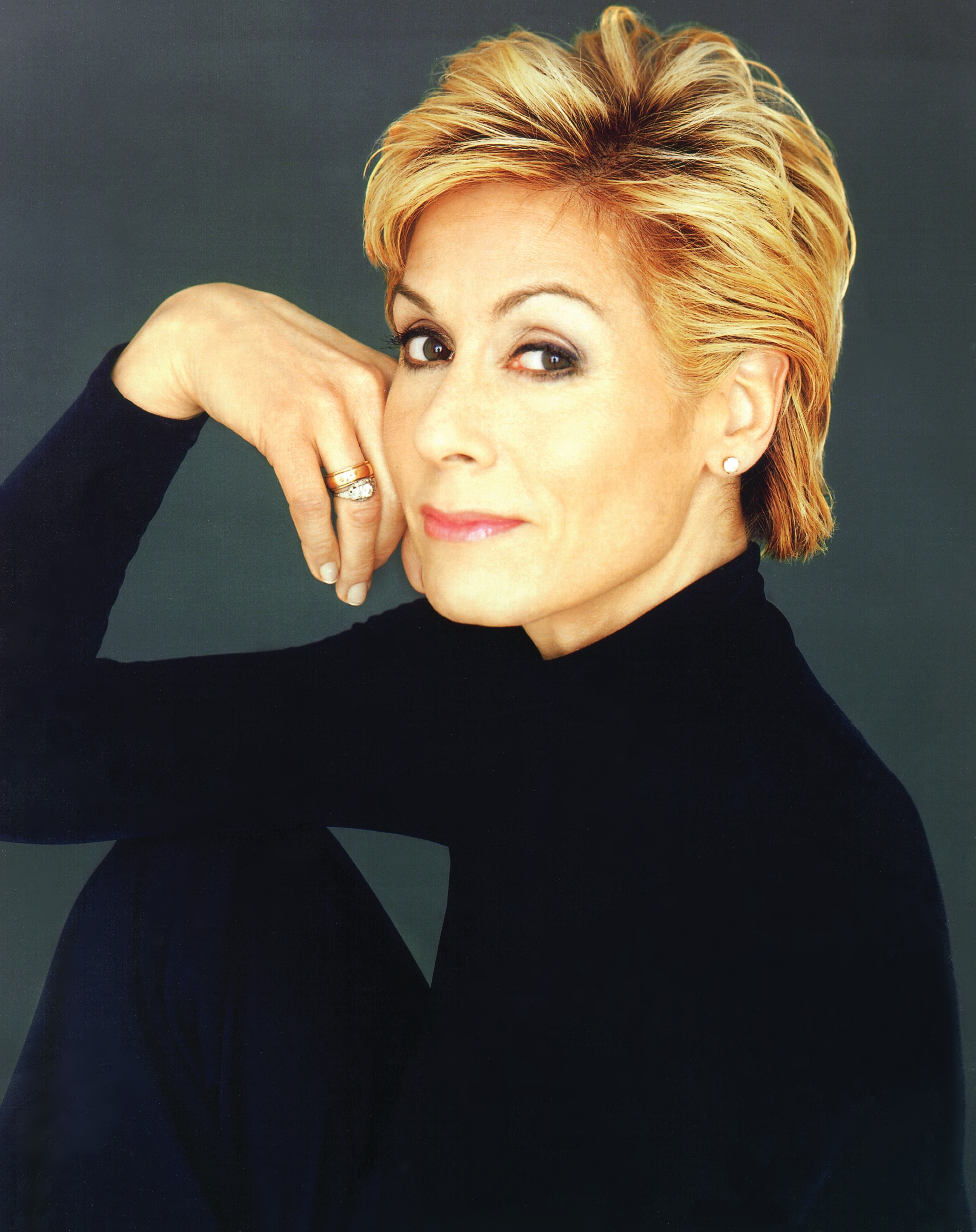
Judith Light dans le rôle de Susan Carpenter-McMillan
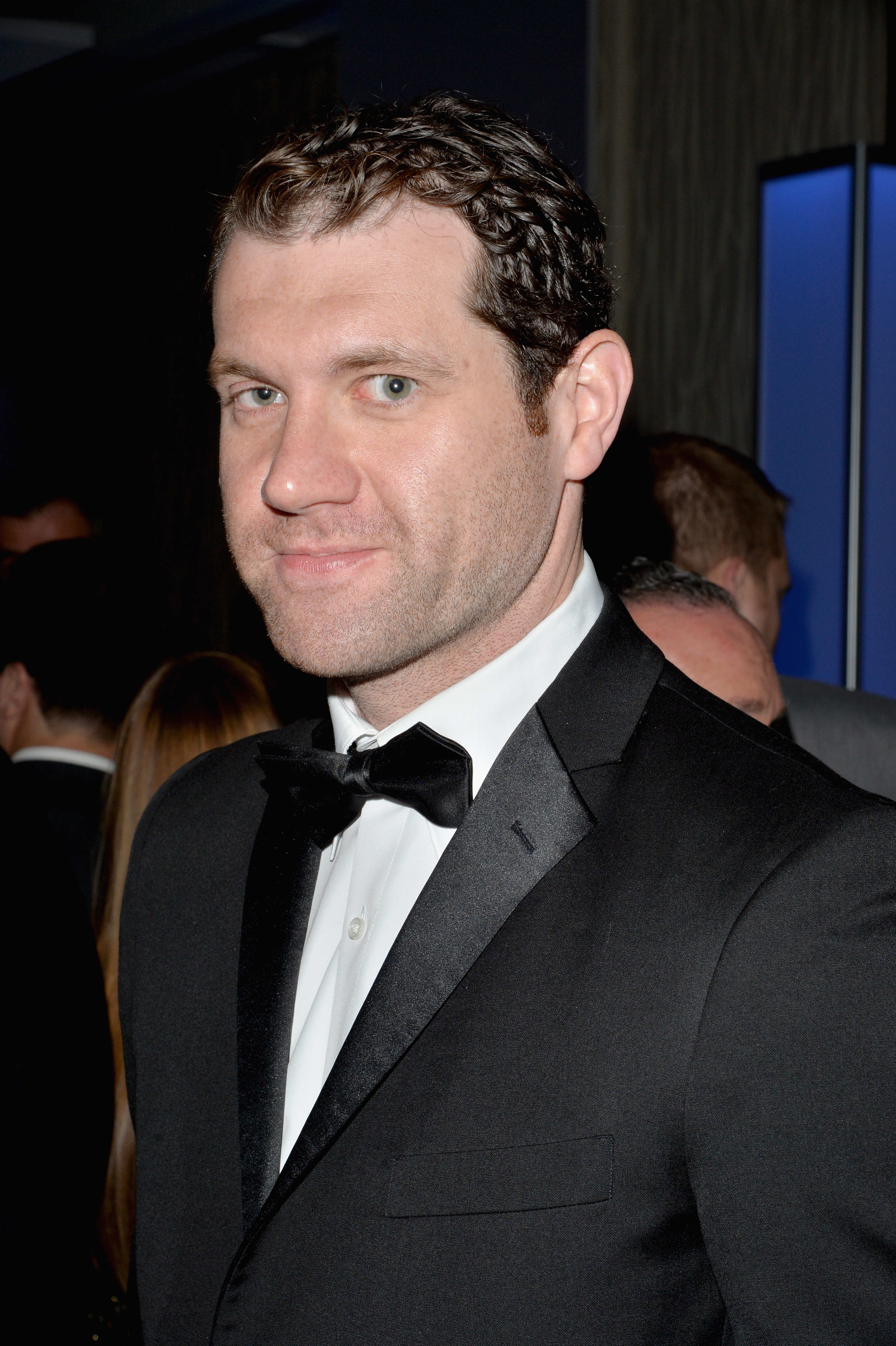
Billy Eichner dans le rôle de Matt Drudge
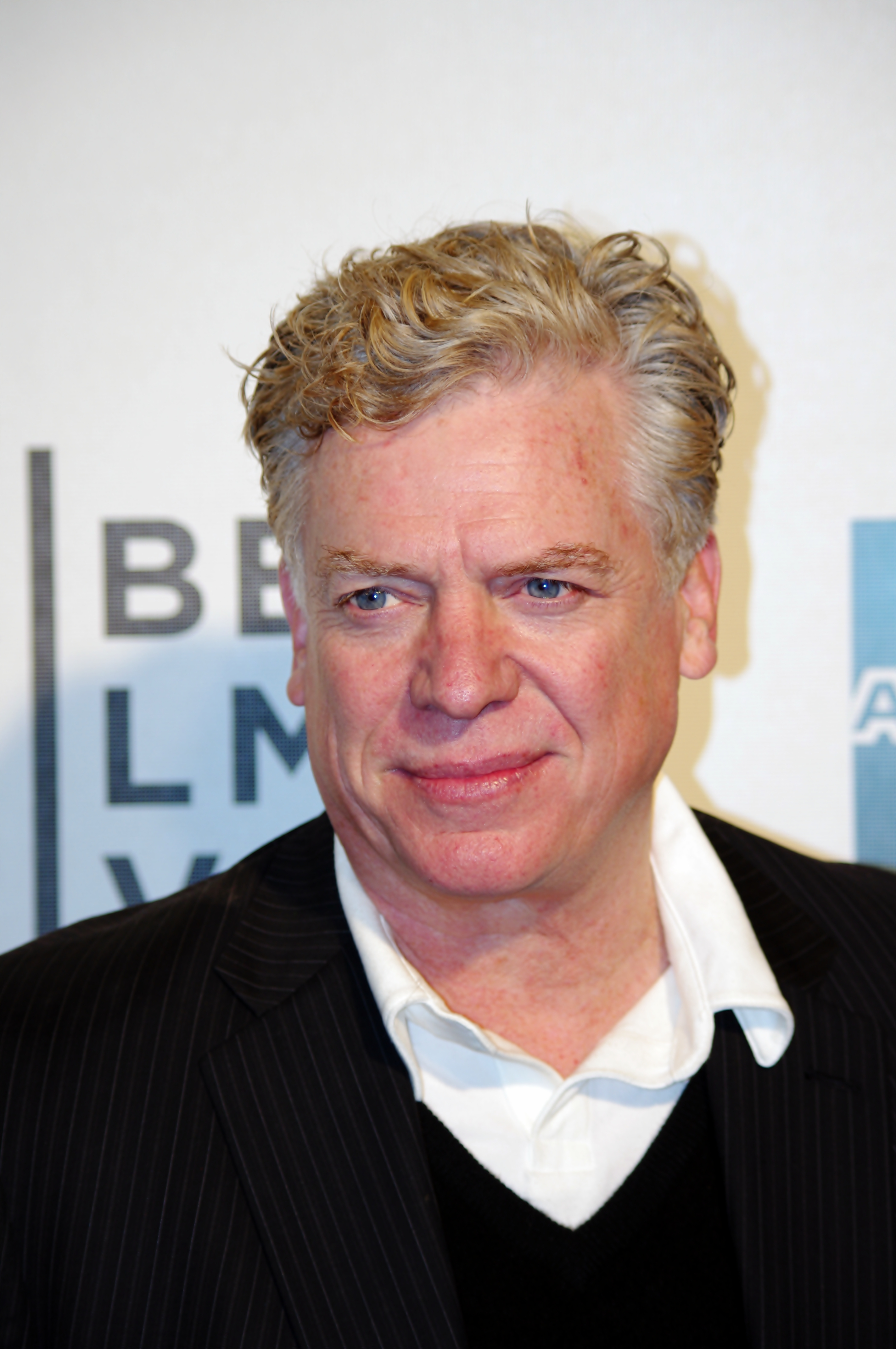
Christopher McDonald dans le rôle de Robert S. Bennett
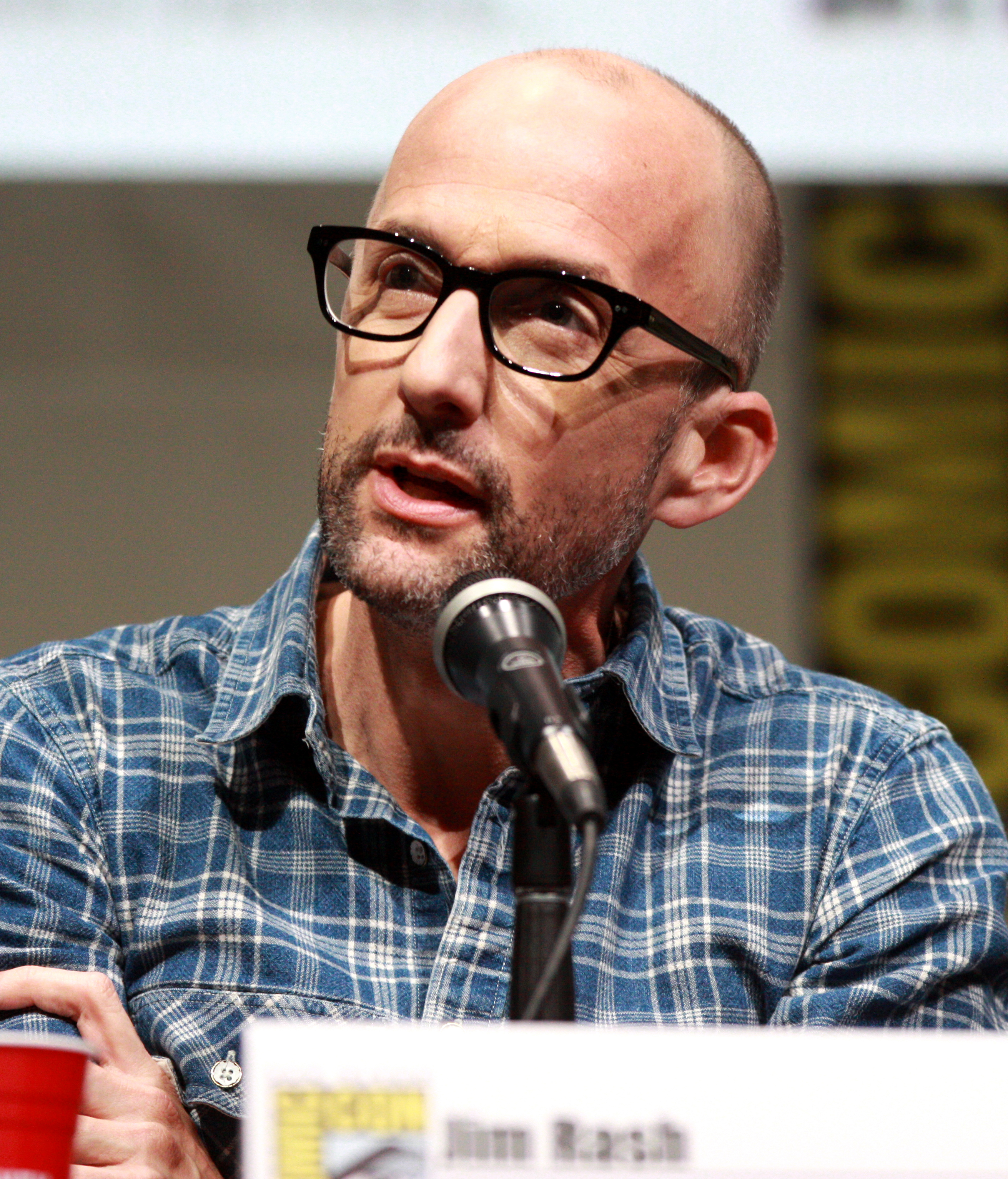
Jim Rash dans le rôle de Ken Bacon
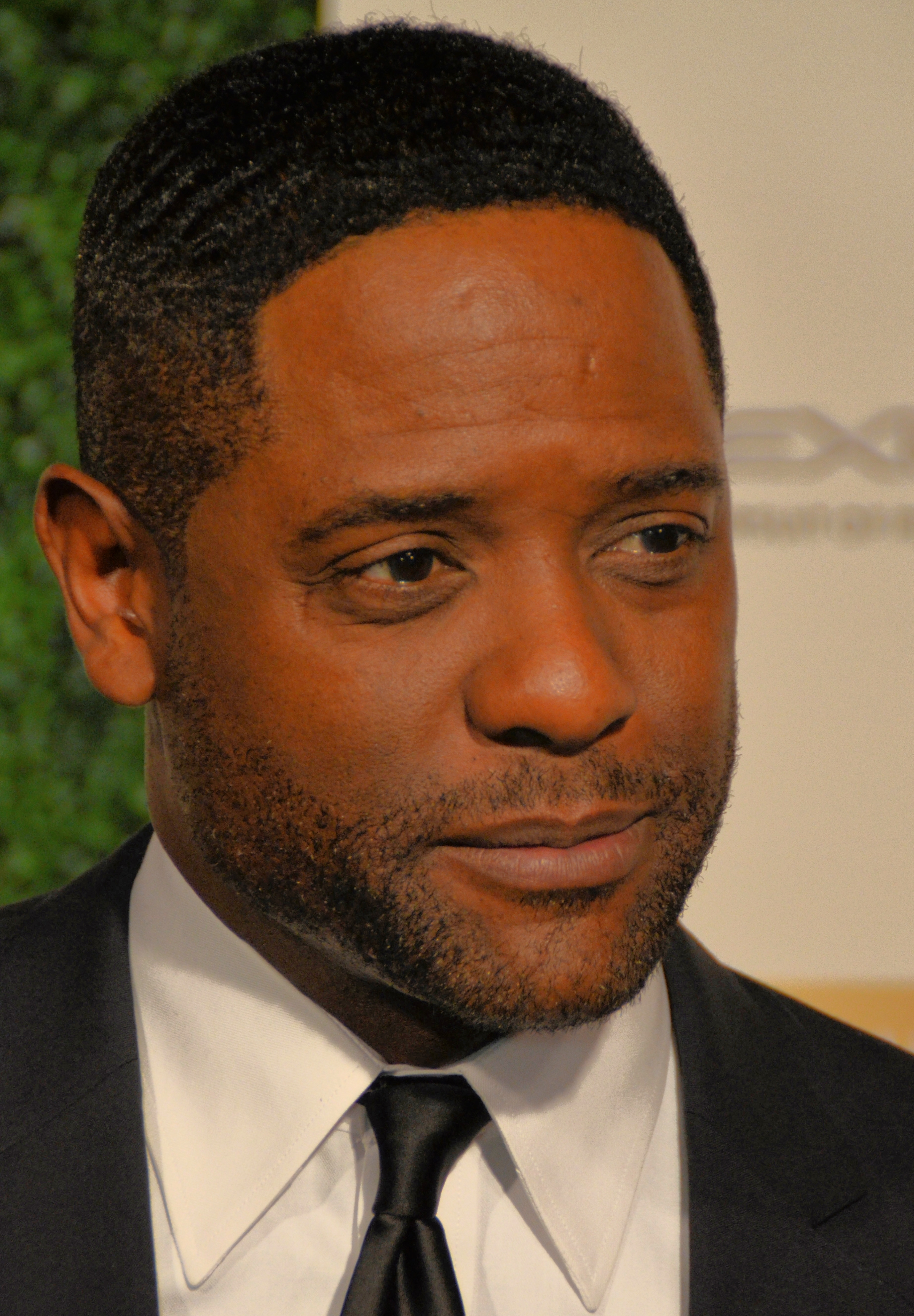
Blair Underwood dans le rôle de Vernon Jordan
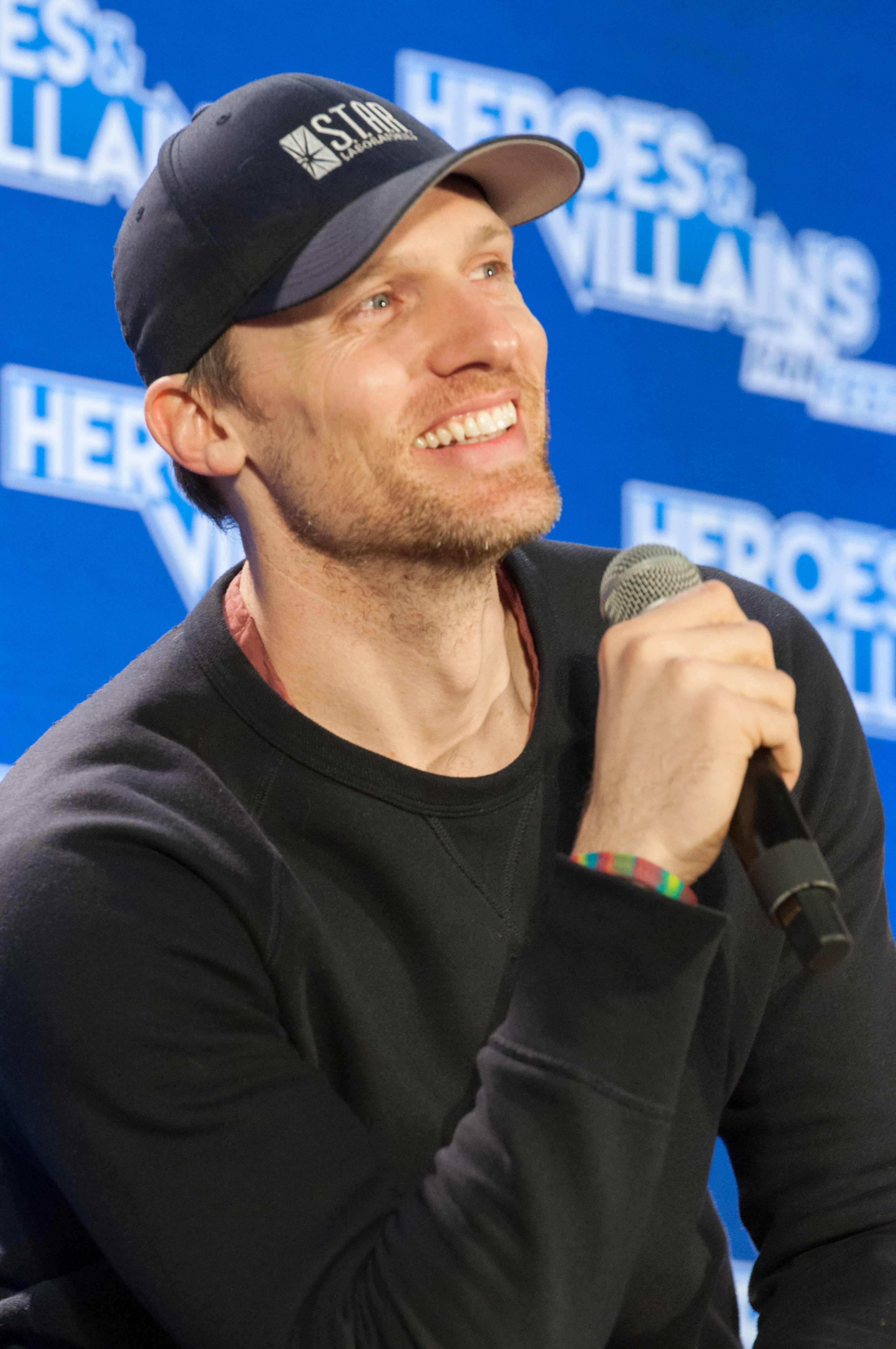
Teddy Sears dans le rôle de James A. Fisher
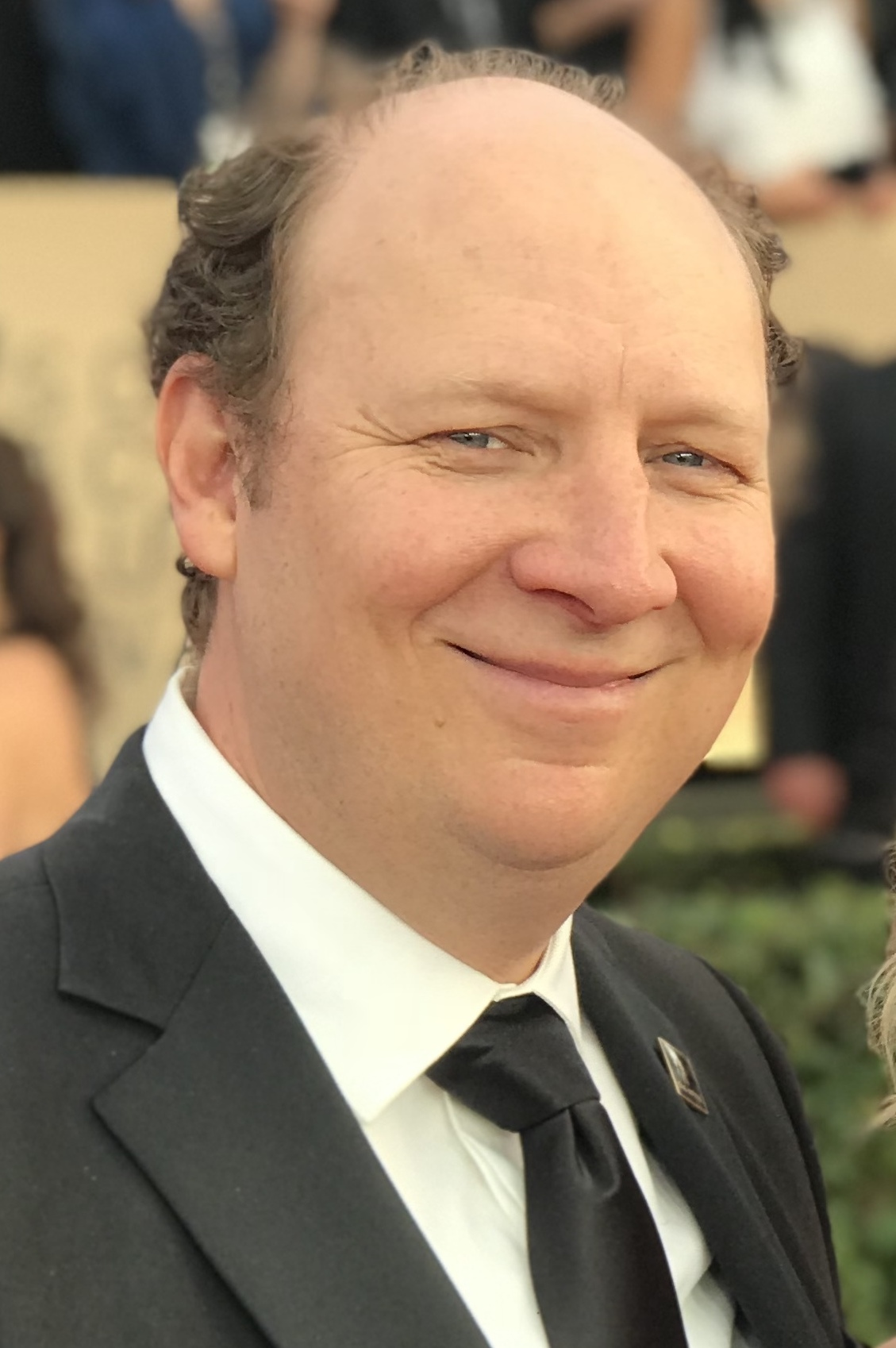
Dan Bakkedahl dans le rôle de Kenneth Starr
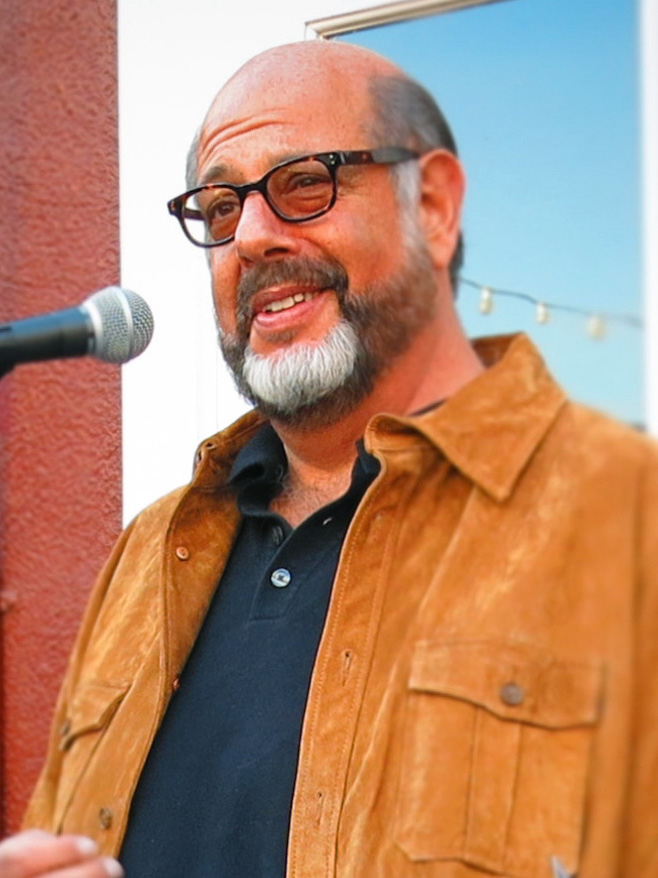
Fred Melamed dans le rôle de William H. Ginsberg
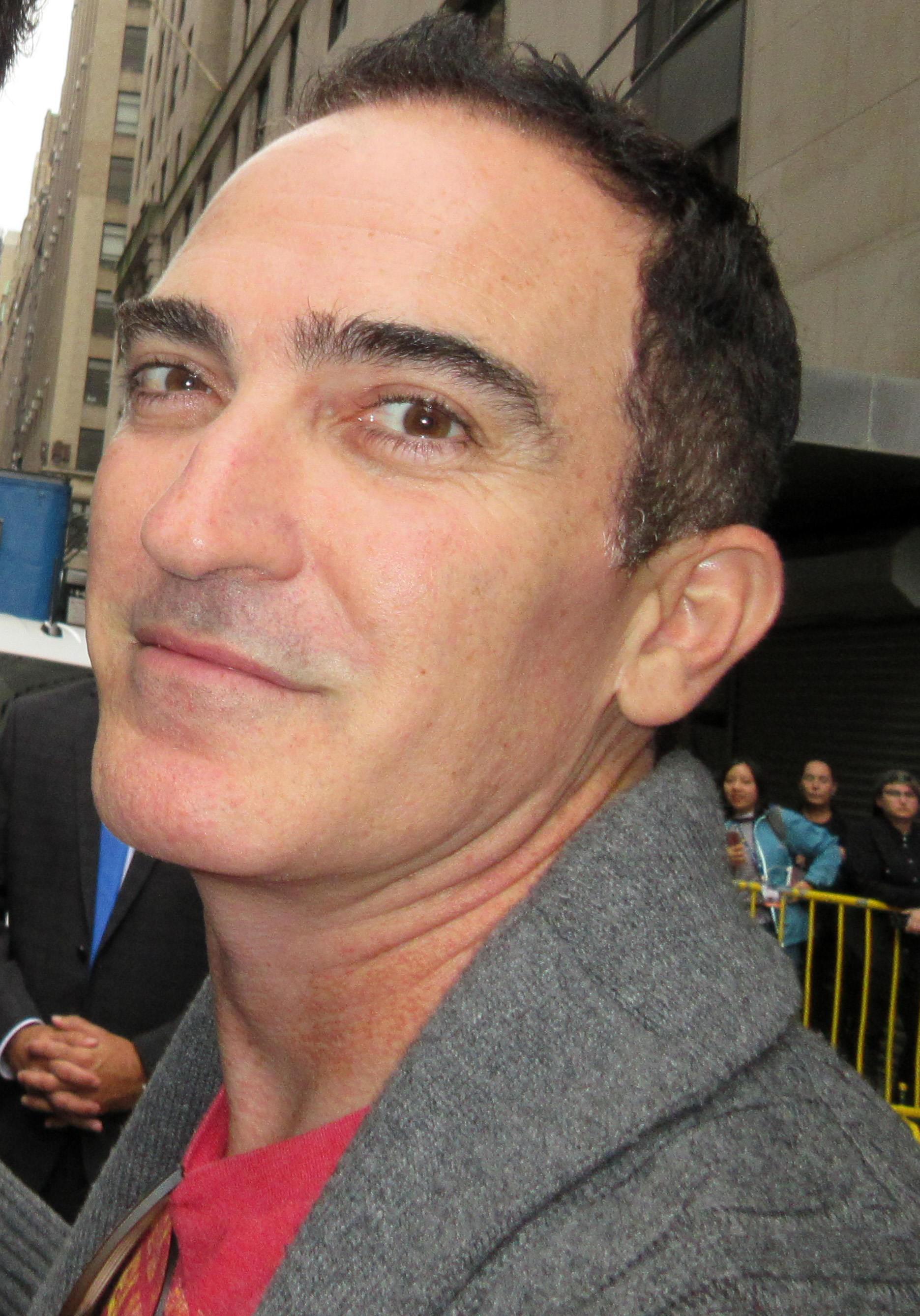
Patrick Fischler dans le rôle de Sidney Blumenthal
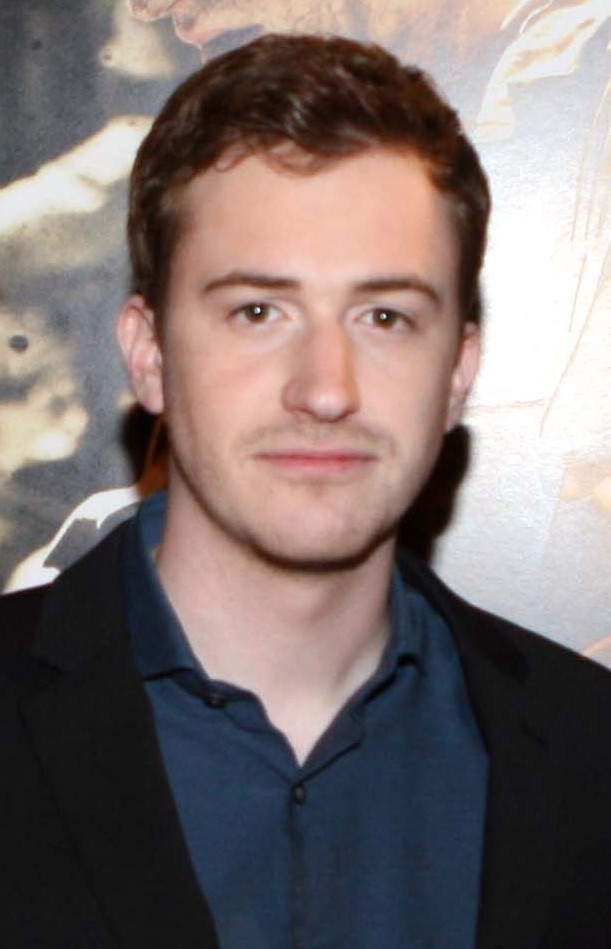
Joseph Mazzello dans le rôle de Paul Begala

### Invités
- Elizabeth Reaser : Kathleen Willey
- Kevin Pollak : Bernie Nussbaum
- George H. Xanthis : George Stephanopoulos
- Sarah Catherine Hook : Catherine Allday Davis
- Kim Matula : Laura Ingraham
- Rebecca Lowman : Marsha Scott
- Chris Riggi : Jake Tapper
- Jeannetta Arnette : Delmer Lee Corbin
- TJ Thyne : Kirby Behre
- Tim Martin Gleason (en) : Mitchell Ettinger
- Kara Luiz : Beverly Lambert
- Stewart Skelton : Jim Lehrer
- Brent Sexton : Dick Morris
- Christopher May : Steve Kroft
- Peter Oldring : David E. Kendall
- Diahnna Nicole Baxter : Ann Jordan
- Christopher Redman : Anthony Zaccagnini
- Amy Pietz : Lisa Myers
- Dan Pfau : Collins

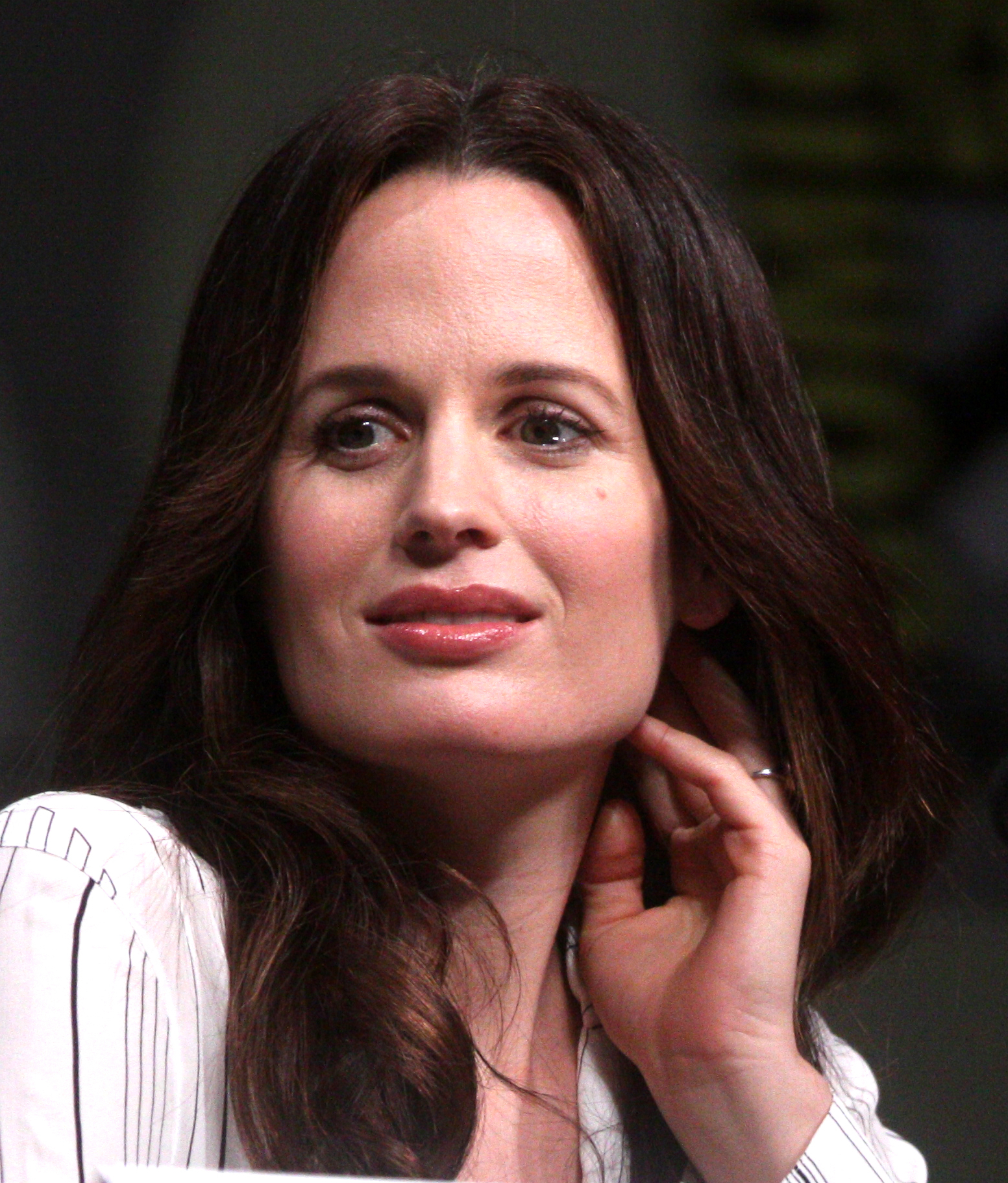
Elizabeth Reaser dans le rôle de Kathleen Willey
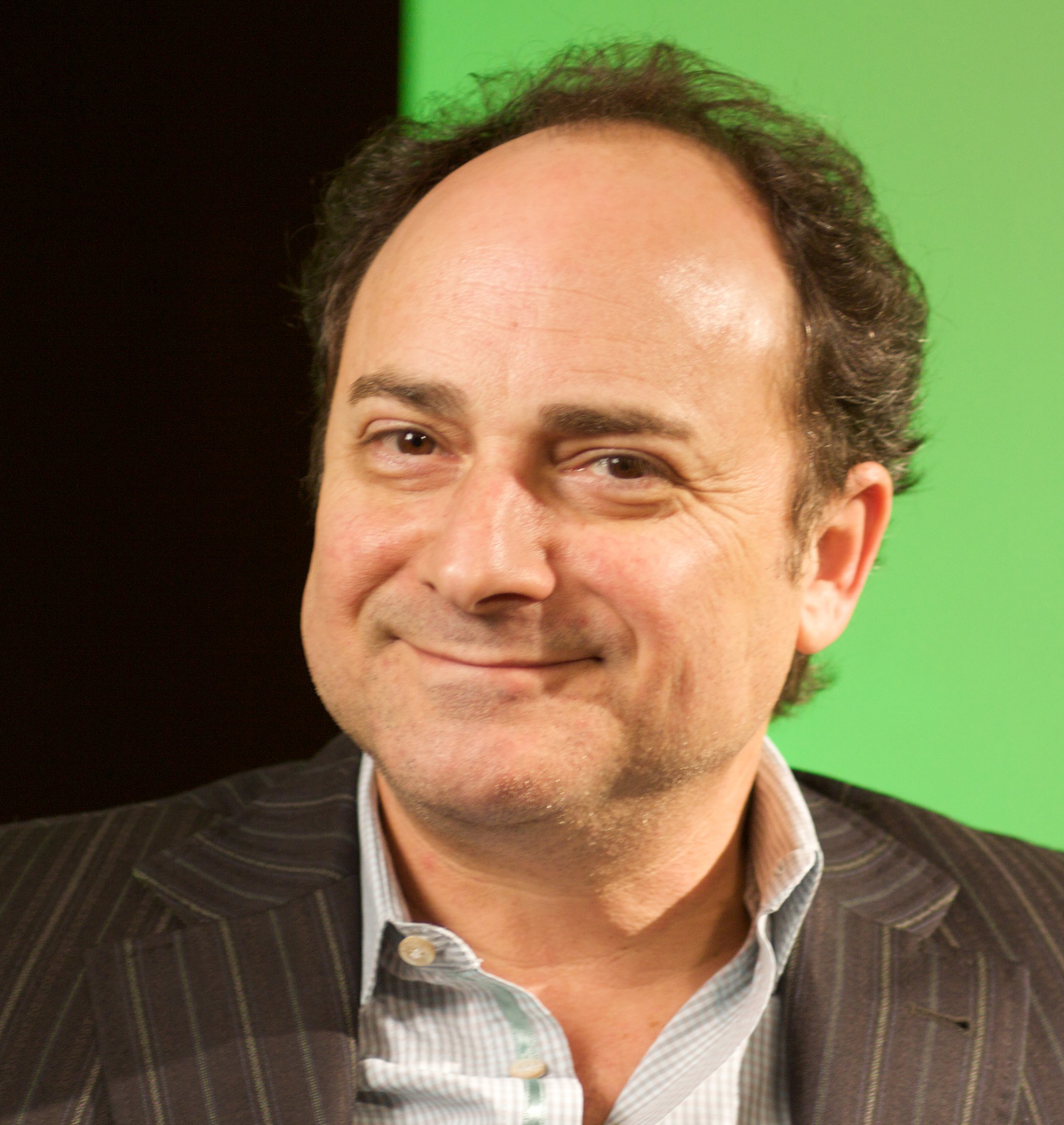
Kevin Pollak dans le rôle de Bernie Nussbaum
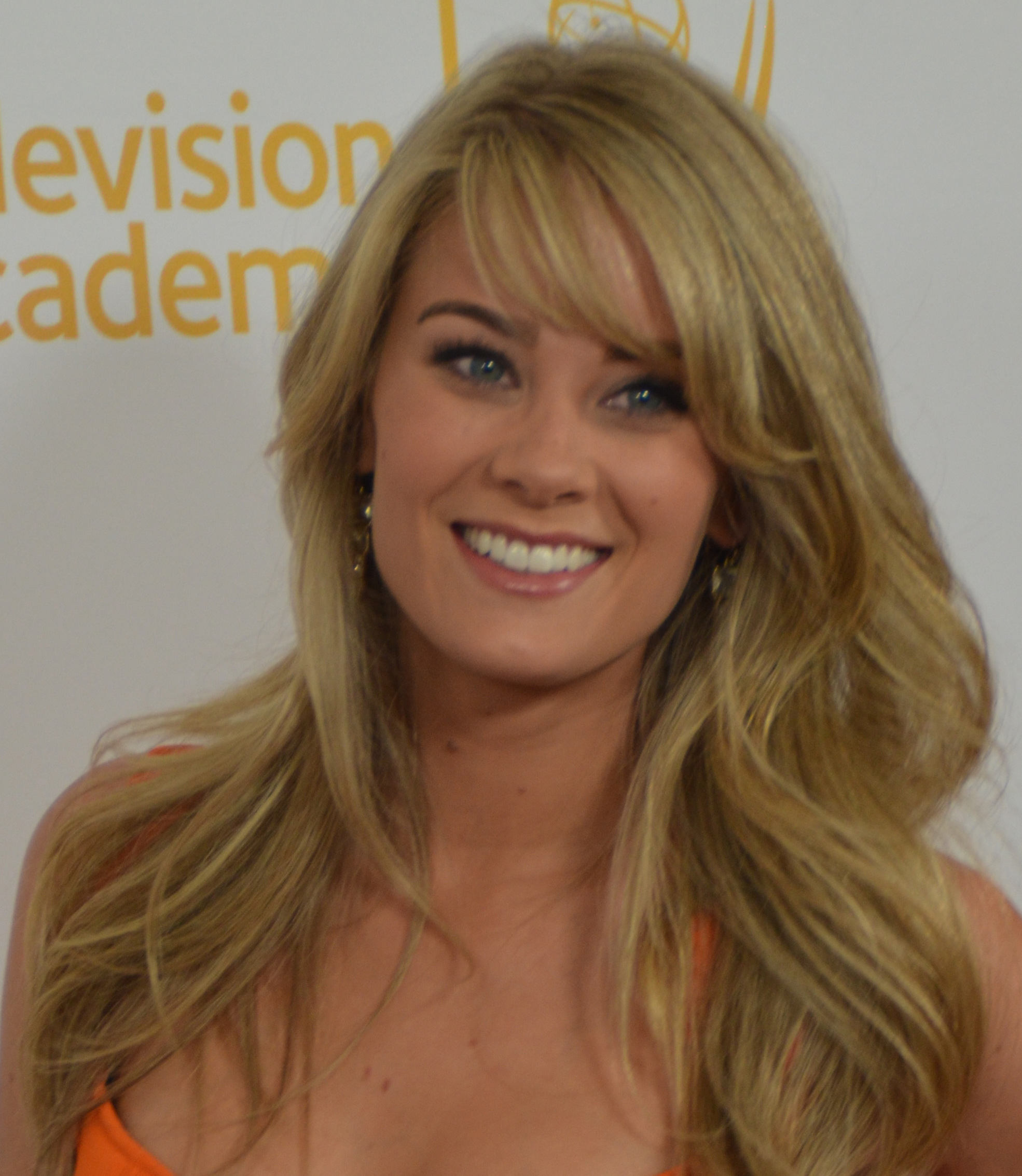
Kim Matula dans le rôle de Laura Ingraham
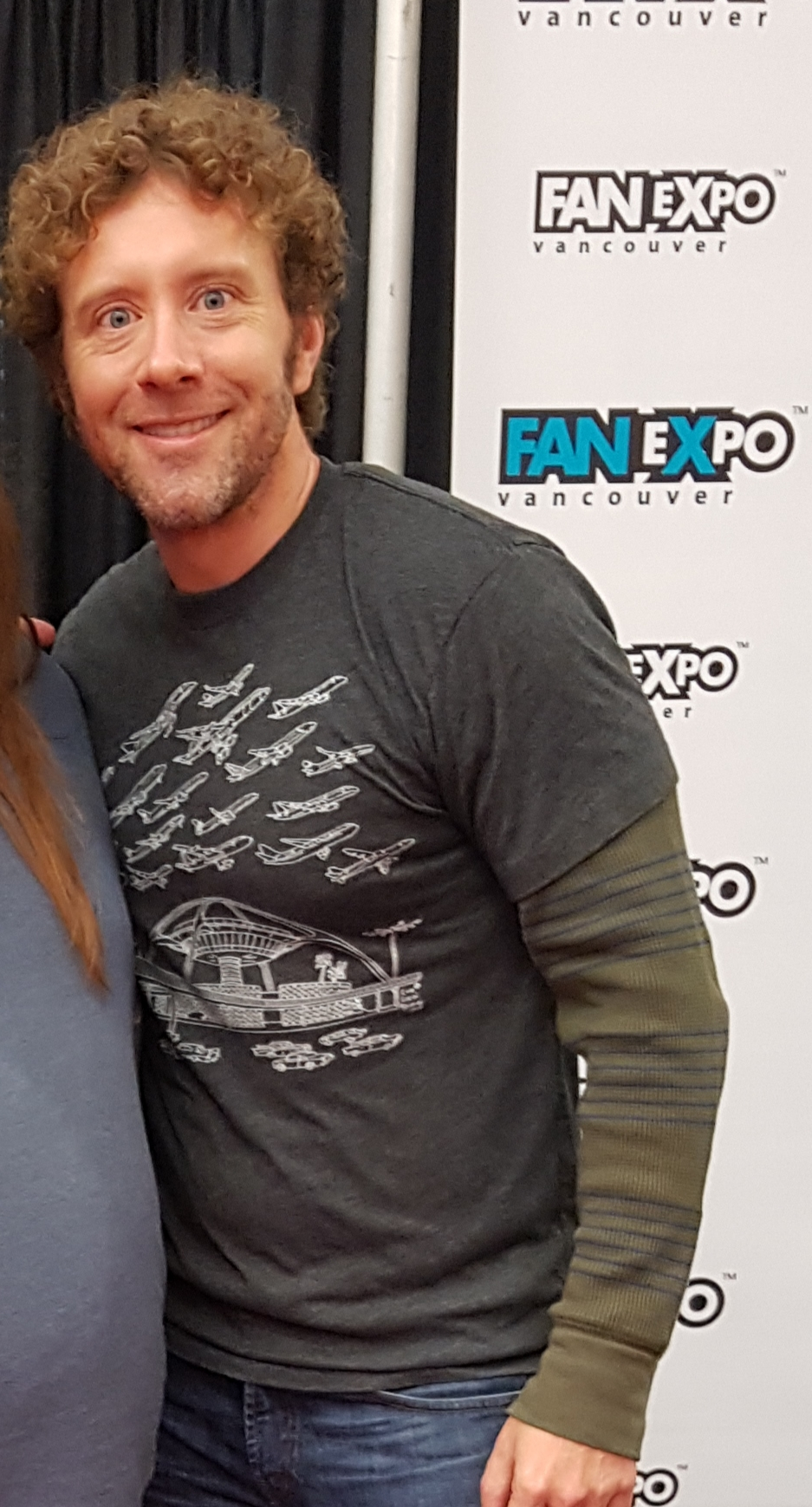
TJ Thyne dans le rôle de Kirby Behre

## Épisodes

### Épisode 1:Exils
- États-Unis : 7 septembre 2021 sur FX / FX Canada
- France : 
  - 28 octobre 2021 sur Canal+
  - 14 septembre 2022 sur Disney+

- États-Unis : 920 000 téléspectateurs (première diffusion)

### Épisode 2:J'ai embrassé le président
- États-Unis : 14 septembre 2021 sur FX / FX Canada
- France : 
  - 28 octobre 2021 sur Canal+
  - 14 septembre 2022 sur Disney+

- États-Unis : 690 000 téléspectateurs (première diffusion)

### Épisode 3:L'Interview
- États-Unis : 21 septembre 2021 sur FX / FX Canada
- France : 
  - 4 novembre 2021 sur Canal+
  - 14 septembre 2022 sur Disney+

- États-Unis : 660 000 téléspectateurs (première diffusion)

### Épisode 4:Sur écoute
- États-Unis : 28 septembre 2021 sur FX / FX Canada
- France : 
  - 4 novembre 2021 sur Canal+
  - 14 septembre 2022 sur Disney+

- États-Unis : 610 000 téléspectateurs (première diffusion)

### Épisode 5:Savez-vous ce que je sais?
- États-Unis : 5 octobre 2021 sur FX / FX Canada
- France : 
  - 11 novembre 2021 sur Canal+
  - 14 septembre 2022 sur Disney+

- États-Unis : 535 000 téléspectateurs (première diffusion)

### Épisode 6:Une affaire d'hommes
- États-Unis : 12 octobre 2021 sur FX / FX Canada
- France : 
  - 11 novembre 2021 sur Canal+
  - 14 septembre 2022 sur Disney+

- États-Unis : 550 000 téléspectateurs (première diffusion)

### Épisode 7:L'Assassinat de Monica Lewinsky
- États-Unis : 19 octobre 2021 sur FX / FX Canada
- France : 
  - 11 novembre 2021 sur Canal+
  - 14 septembre 2022 sur Disney+

- États-Unis : 610 000 téléspectateurs (première diffusion)

### Épisode 8:Aux côtés de son mari
- États-Unis : 26 octobre 2021 sur FX / FX Canada
- France : 
  - 18 novembre 2021 sur Canal+
  - 14 septembre 2022 sur Disney+

- États-Unis : 620 000 téléspectateurs (première diffusion)

### Épisode 9:Le Grand jury
- États-Unis : 2 novembre 2021 sur FX / FX Canada
- France : 
  - 18 novembre 2021 sur Canal+
  - 14 septembre 2022 sur Disney+

- États-Unis : 590 000 téléspectateurs (première diffusion)

### Épisode 10:La Nouvelle vie
- États-Unis : 9 novembre 2021 sur FX / FX Canada
- France : 
  - 18 novembre 2021 sur Canal+
  - 14 septembre 2022 sur Disney+

- États-Unis : 540 000 téléspectateurs (première diffusion)